# Lady L. (film)
Pour le roman, voir Lady L.. Pour les autres homonymes, voir Lady (homonymie).
Pour plus de détails, voir Fiche technique et Distribution.
Lady L. est un film franco-italien réalisé par Peter Ustinov et sorti en 1965.

## Synopsis
À l'occasion de son 80e anniversaire, Lady Lendale raconte sa vie à son biographe, Sir Percy. Lorsqu'elle était jeune, elle quitte son travail de blanchisseuse en Corse pour aller travailler dans un bordel à Paris. Elle y rencontre l'homme de sa vie, Armand, un voleur et un anarchiste. Ils se rendent en Suisse, où Armand se trouve impliqué dans un complot visant à assassiner le Prince Otto de Bavière. Enceinte, Louise se fait passer pour une comtesse veuve dans un hôtel de Nice, où elle tente de voler Lord Lendale. Bien qu'il sache tout d'elle, Lord Lendale est si désireux de se marier qu'il lui propose de sauver Armand de la police à condition qu'elle l'épouse. Elle accepte. Plus tard, elle rejoint Armand en Italie où elle soutient ses activités grâce à l'argent de son mari. Puis, fatiguée de cette existence, elle rentre en Angleterre pour tenir son rôle de Lady Lendale. En conclusion, elle surprend Sir Percy en lui disant qu'elle voit toujours Armand et qu'il est le père de tous ses enfants, Lord Lendale étant au courant, vu qu'Armand est son chauffeur. 

## Fiche technique
- Titre original et français : Lady L.
- Réalisation : Peter Ustinov
- Scénario : Peter Ustinov, d'après le roman Lady L. de Romain Gary
- Décors : Jean d'Eaubonne, Auguste Capelier, Marcel Escoffier
- Costumes : Jacqueline Guyot
- Photographie : Henri Alekan
- Son : William-Robert Sivel
- Montage : Roger Dwyre
- Musique : Jean Françaix
- Production : Carlo Ponti
- Société de production : Les Films Concordia, Compagnia Cinematografica Champion
- Société de distribution : Metro-Goldwyn-Mayer
- Pays d'origine :  France,  Italie[1]
- Langue originale : anglais
- Format : couleur (Eastmancolor) — 35 mm — 2,35:1 (Panavision) — son mono (Westrex Recording System)
- Genre : Comédie
- Durée : 124 minutes
- Dates de sortie : 
  - Royaume-Uni : 25 novembre 1965 (première mondiale à Londres)
  - France : 22 décembre 1965
- Affiche : Raymond Elseviers (Belgique)

## Distribution
- Sophia Loren (VF : Jacqueline Carrel) : Lady Louise Lendale
- Paul Newman (VF : Jean-Louis Jemma) : Armand Denis
- David Niven (VF : Bernard Dhéran) : Lord Richard « Dicky » Lendale
- Claude Dauphin : l'inspecteur Mercier
- Philippe Noiret : Jérôme
- Michel Piccoli : Lecœur
- Marcel Dalio : Satter
- Cecil Parker (VF : Jean-Henri Chambois) : Sir Percy
- Jean Wiéner : Krajewski
- Daniel Emilfork (VF : Roger Carel) : Kobelev
- Jacques Dufilho : Beala
- Peter Ustinov : le prince Otto
- Eugene Deckers : Königstein
- Tanya Lopert : Agneau
- Catherine Allégret : Pantoufle
- Hella Petri : la maquerelle
- Sacha Pitoëff : le révolutionnaire
- Arthur Howard (VF : Gérard Férat) : le maître d'hôtel
- Joe Dassin : un inspecteur de police
- Jacques Legras : un inspecteur de police
- Mario Feliciani : l'anarchiste italien
- Jacques Ciron
- Hazel Hughes
- Jean Rupert
- Roger Trapp

## Autour du film
Le film est inspiré du roman éponyme en langue anglaise Lady L. de Romain Gary paru en 1959.    
Une partie du film a été tournée à Castle Howard, dans le Yorkshire. Les décors extérieurs, montés dans l'enceinte des studios de la Victorine à Nice, ont été utilisés par de nombreux films parmi lesquels La Folle de Chaillot (1969) de Bryan Forbes et La Nuit américaine (1973) de François Truffaut, jusqu'à leur destruction.
Quelques scènes ont été tournées à Rolle (Suisse). Le Casino et le débarcadère notamment.

### Revue de presse
- Janick Arbois, Lady L., Téléciné no 127, Paris, Fédération des Loisirs et Culture Cinématographique (FLECC), janvier-février 1966, p. 40,  (ISSN 0049-3287)